# Andrew Sesinyi
Andrew Sesinyi, né le 7 septembre 1952, est un écrivain botswanais de langue anglaise, auteur notamment de Love on the Rocks, roman paru en 1981. Il a également travaillé dans l'administration des médias du Botswana